# نصف دولار ألباني
نصف دولار ألباني تشارتر، المعروف أيضًا باسم نصف دولار ألباني-دونجان أو نصف دولار ألباني، هو نصف دولار تذكاري سُك بواسطة مكتب دار سك العملة بالولايات المتحدة في عام 1936. صُمم من قِبل النحات جيرترود ك. لاثروب، الذي عاش في ألباني، عاصمة ولاية نيويورك .
في عام 1936، وافق الكونغرس على إصدار العديد من العُملات التذكارية، بما في ذلك بعض العُملات ذات الأهمية المحلية في الغالب. من بين هذهِ القطع قطعة ألباني، التي أرادها مسؤولو المدينة للاحتفال بالذكرى السنوية الـ 250 لمنح ميثاق البلدية لها في عام 1686 من قِبل توماس دونجان، حاكم نيويورك الاستعمارية. ومُرر مشروع القانون عبر الكونغرس دون معارضة، على الرغم من إن التعديلات أضافت حماية لهواة جمع العُملات المعدنية ضد الانتهاكات التي شوهدت في الإصدارات التذكارية السابقة. حظيت تصاميم لاثروب بإشادة عامة: وضع قندسًا على أحد جانبي العُملة، مقتبسًا من الحياة (يظهر أحدها على ختم مدينة ألباني) و صورت الأشخاص المشاركين في منح الميثاق على الجانب الآخر. بعد موافقة لجنة الفنون الجميلة على التصاميم، قامت دار سك النقود في فيلادلفيا بإصدار 25,013 نصف دولار ألباني في أكتوبر/تشرين الأول 1936، بما في ذلك 13 قطعة للاختبار من قبل لجنة التحليل.
بحلول وقت الإصدار، تراجع الطلب على العُملات التذكارية، وسعر الإصدار البالغ 2 دولار يُعتبر مرتفعًا. رجعت أكثر من 7000 قطعة نقدية إلى دار السك في عام 1943، كما قام أحد البنوك المحلية ببيع مجموعة مكونة من أكثر من 2000 قطعة نقدية في عام 1954 بسعر الإصدار الأصلي. اعتبارًا من 2018 أسعار نصف الدولار في ألباني تتراوح بين مئات الدولارات، و لكن العبوة الأصلية، إذا لم تتعرض للتلف، قد تُباع بسعر أعلى.

## خلفية
أول أوروبي يزور موقع ألباني، نيويورك، هو الإنجليزي هنري هدسون في عام 1609. في عام 1624، أنشأ الهولنديون حصن أورانج هناك كمستوطنة دائمة. سيطر الإنجليز على المنطقة في عام 1664، ولكن ظلت مُطالبات ملكية هولندية. في عام 1685، تغير اسم فورت أورانج إلى ألباني، على اسم جيمس دوق ألباني، جيمس الأول المستقبلي. جيمس الثاني. في العام التالي، ذهب بيتر سكيلر وروبرت ليفينغستون إلى مدينة نيويورك، العاصمة الاستعمارية لنيويورك، للحصول على ميثاق بلدي لألباني من الحاكم توماس دونجان. أصبح سكيلر أول عمدة لألباني، و عُين ليفينغستون كاتبًا للمدينة ومقاطعة ألباني و بالتالي يحق له الحصول على الرسوم. أصبحت المدينة عاصمة ولاية نيويورك في عام 1797.
حتى عام 1954، كانت الحكومة تبيع كامل إصدارات العُملات التذكارية بالقيمة الاسمية لمجموعة مفوضة من الكونغرس، والتي حاولت بعد ذلك بيع العُملات لتحقيق ربح للجمهور. ودخلت القطع الجديدة بعد ذلك السوق الثانوية؛ في أوائل عام 1936، بيعت جميع القطع التذكارية السابقة بسعر أعلى من أسعار إصدارها. جذبت الأرباح السهلة الواضحة التي يمكن تحقيقها من خلال شراء واقتناء العُملات التذكارية العديد من الأشخاص إلى هواية جمع العملات المعدنية، سعوا إلى شراء الإصدارات الجديدة. وقد أدى هذا إلى ظهور العديد من مقترحات العُملات التذكارية في الكونغرس، بما في ذلك بعض العُملات ذات الأهمية المحلية البحتة، مثل نصف دولار ألباني. كانت المجموعة المخصصة لشراء نصف دولار ألباني من الحكومة عبارة عن لجنة نشأت من قِبل عمدة ألباني.

## تشريع

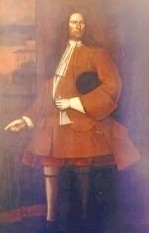
صورة لبيتر شويلر رسمها نحميا بارتريدج بين عامي 1710 و1718

قُدم مشروع قانون لإصدار نصف دولار تذكاري تكريماً للذكرى السنوية الـ 250 لتأسيس مدينة ألباني إلى مجلس النواب في 23 أبريل/نيسان 1935، من قِبل باركر كورنينج من نيويورك. وقد أحيل إلى لجنة العُملات والأوزان والمقاييس. في 17 فبراير/شباط 1936، ارجع المشروع إلى مجلس النواب، مع توصية بإقراره بعد تعديله. أدى التعديل إلى زيادة عدد العُملات المسموح بضربها من 10 آلاف نصف دولار إلى 25 ألف دولار، كما نص على أن تُفوض لجنة مكونة من ثلاثة أشخاص على الأقل يعينهم عمدة ألباني بطلب العُملات من دار السك (كان مشروع القانون الأصلي يسمح للفرد بالحصول على هذه السلطة). قدم النائب كورنينج مشروع القانون إلى مجلس النواب في 25 مارس/أذار، ومُرر دون مناقشة أو معارضة.
في مجلس الشيوخ، أحيل مشروع القانون إلى لجنة المصارف والعُملة في 26 مارس/آذار 1936. قبل أسبوعين فقط، في الحادي عشر من مارس/آذار، قامت لجنة فرعية تابعة للجنة المصرفية بقيادة ألفا ب. آدامز من كولورادو بفحص الانتهاكات التي ارتكبها مُصدرو العُملات التذكارية. سمعت اللجنة الفرعية عن إساءة استخدام العُملات التذكارية في ذلك الوقت، عندما كان المصدرون غالبًا ما يزيدون من عدد العُملات المعدنية اللازمة لمجموعة كاملة من خلال إصدارها في دور سك مختلفة بعلامات سك مختلفة؛ ولم يفرض التشريع الحالي أي حظر على هذا. شهد ليمان دبليو هوفكر، وهو تاجر عُملات في تكساس ومسؤول في الجمعية الأمريكية لعلم العملات، إن بعض العُملات المعدنية مثل نصف دولار أوريغون تريل التذكاري، والتي سُكت لأول مرة في عام 1926، صدرت على مدار سنوات بتواريخ وعلامات مختلفة. و اشترى تجار فرديين إصدارات أخرى بالكامل، وبيعت بعض الأصناف منخفضة السك من العُملات التذكارية بأسعار مرتفعة. أثارت الأصناف العديدة والأسعار المبالغ فيها لبعض الإصدارات الناتجة عن هذه الممارسات غضب جامعي العُملات الذين حاولوا الحفاظ على مجموعاتهم الحالية.
في 21 مايو/أيار 1936، قدم آدامز مشروع قانون ألباني إلى مجلس الشيوخ، مصحوبًا بتعديل مقترح. أعاد التعديل كتابة مشروع القانون بالكامل، وفرض قيود مثل تحديد حد أقصى لمدة عام واحد لإصدار العُملات المعدنية من دار سك العُملة بعد سن مشروع القانون، وإنه يجب سكها في إحدى دور سك العُملة فقط. وتناقش في مشروع القانون من قِبل مجلس الشيوخ في الأول من يونيو/حزيران، وعُدل مشروع القانون وإقراره دون مناقشة أو معارضة. بما أن المجلسين لم يقر نسختين متطابقتين، فقد عاد مشروع القانون إلى مجلس النواب، حيث تقدم جيمس م. ميد من نيويورك في الثالث من يونيو/حزيران بطلب إلى مجلس النواب بقبول تعديل مجلس الشيوخ؛ وفعل ذلك دون مناقشة مسجلة أو معارضة. أصبح مشروع القانون قانونًا في 16 يونيو/حزيران 1936، بتوقيع الرئيس فرانكلين د. روزفلت، مما أجاز سك 25 ألف نصف دولار. وسمح القانون للجنة ألباني ببيع نصف الدولار بالقيمة الاسمية أو بعلاوة، كما اشترط أن تذهب العائدات لتغطية تكاليف احتفالات الذكرى السنوية.

## تحضير
في 2 يوليو/تموز 1936، كتب عمدة ألباني، جون ب. ثاتشر، إلى مديرة دار السك نيللي تايلو روس لإبلاغها إنه قام بتعيين اللجنة المكونة من ثلاثة أعضاء بموجب التشريع (لجنة عُملات ألباني دونجان ميثاق)، بقيادة ويليام إل. جيليسبي، رئيس البنك التجاري الوطني وشركة الثقة. وأوضح إن المدينة كلفت النحات جيرترود ك. لاثروب بتصميم العُملة. وأشار ثاتشر إلى أن لاثروب كان موصى به بشدة من قِبل مصمم النيكل في بوفالو جيمس إيرل فريزر و آخرين. وأشار إلى إن احتفالات الذكرى السنوية لألباني ستقام في الفترة من 19 إلى 22 يوليو/تموز وأراد الحصول على العملات المعدنية الجديدة في أقرب وقت ممكن بعد ذلك.
في الثاني من سبتمبر/أيلول، ذهب لاثروب إلى مكاتب لجنة الفنون الجميلة (CFA)، حامل معه نماذج الجبس المكتملة للعُملة ورسالة من عضو النحات، لي لوري. كُلف CFA، بموجب أمر تنفيذي أصدره الرئيس وارن جي هاردينج عام 1921، بتقديم آراء استشارية بشأن الأعمال الفنية العامة، بما في ذلك العُملات المعدنية. كان لوري يفضل التصاميم في رسالته، لكنه كان قلقًا من إن الحروف في كلمة LIBERTY كانت صغيرة جدًا، وتضيع عند تصغير النماذج. ذهب لاثروب لمقابلة كبير النقاشين جون ر. سينوك في دار سك النقود في فيلادلفيا، الذي قال إن الكلمة ستظل مرئية، وذكر إنه يعتقد أن النماذج ستؤدي إلى "عملة معدنية رائعة". كما حصلت أيضًا على دعم المدير المساعد لدار سك العُملة ماري إم. أوريلي. أعاد لوري النظر في الأمر، ووافقوا على النماذج من قبل CFA في 9 سبتمبر/أيلول 1936؛ وانهوا من القوالب في وقت لاحق من ذلك الشهر أو في أكتوبر.

## تصميم

ختم ألباني

يصور الوجه الأمامي لنصف الدولار قندسًا. كان العديد من المستوطنين الأوائل في ألباني يحصلون على عيشهم من خلال تجارة جلود القندس، ويظهر الحيوان على ختم المدينة. قام لاثروب بتصميم العملة المعدنية من حيوان القندس الحي؛ وقد اقرض قطعة منها في الاستوديو الخاص بهِ من قِبل إدارة الحفاظ على البيئة في ولاية نيويورك. "إن الاتصال العرضي بالمواطنين المثيرين للاهتمام والودودين في البرية هو ما يضفي النكهة المميزة على عمل المرء"، كما كتب لاثروب. في تصميم لاثروب، يقضم القندس فرعًا من شجرة القيقب، وهي شجرة ولاية نيويورك. استخدم مفتاحين من خشب القيقب، يحتويان على البذور، لتقسيم اسم الدولة المصدرة عن فئة العُملة: وقصد النحات من هذهِ المفاتيح، بالإضافة إلى مخاريط الصنوبر التي تؤدي وظيفة مماثلة على الجانب الخلفي، أن ترمز إلى نمو المجتمع وخصوبته. كانت صناعة الأخشاب لسنوات عديدة ركيزة أساسية لاقتصاد ألباني. توجد E PLURIBUS UNUM على يسار القندس؛ وعلى يمينه IN GOD WE TRUST .
يصور الوجه الخلفي سكيلر وليفينجستون وهما يودعان الحاكم دونجان. شولر، الذي سيصبح قريبًا عمدة المدينة، يحمل ميثاق مدينته. درس لاثروب صور سكيلر وليفينجستون، على الرغم من إن كلا اللوحتين رُسمتا بعد حوالي 30 عامًا من رحلتهما من ألباني إلى مدينة نيويورك. أما بالنسبة لدونجان، فلا توجد صورة معروفة له، واعتمد لاثروب على الأوصاف الموجزة الموجودة للحاكم الاستعماري. سُمح لاثروب بالاطلاع على الميثاق لقياسه ودراسته. قام بزيارة متحف سميثسونيان و متحف متروبوليتان للفنون أثناء بحثه عن ملابس الرجال. تظهر شجرة صنوبر صغيرة خلف الحاكم دونجان؛ و ينتشر نسر فوق المجموعة، مع الكلمة الصغيرة LIBERTY فوق الطائر. الأحرف الأولى من اسم المصمم GKL موجودة بأحرف صغيرة بجانب قدم دونجان.
كتب مؤلف علم العُملات ديفيد باورز إن التصميم "كان دائمًا يعتبر مرضيًا من قبل علماء العُملات". كتب ديفيد بولوا في عمله عام 1938 عن العُملات التذكارية: "كل رمز وأداة في هذا الموضوع لها أهمية فيما يتعلق بالتأريخ الاستعماري المبكر لنيويورك. قُلص حجم النقوش إلى حجم يجعلها غير قابلة للقراءة تقريبًا. كلمة "الحرية" على هذه العُملة، فوق النسر، مجهرية." اعتبر مؤرخ الفن كورنيليوس فيرمول، في مجلده عن العُملات و الميداليات الأمريكية، نصف دولار ألباني "مساهمة مهمة في علم العُملات الأمريكية". واقترح إن القندس، رمز لألباني، وهو يقضم فرع القيقب، وهو رمز لولاية نيويورك، "سيبدو حينها و كأنه رمز للحكومة البلدية التي تتغذى على حكم الولاية!" ونظراً لتعقيد الوجه الخلفي، فقد ذكر أن "حقيقة أن العُملة المعدنية ككل تتمتع بجاذبية كبيرة يمكن اعتبارها بمثابة فضل للتدريب الجيد والذوق الفطري للفنان، الذي كان قادراً على العمل في كل هذه الإشارات إلى التطلعات المحلية وحدث مضى بدقة متواضعة وإيجابية".

## سك النقود وتوزيعها وجمعها

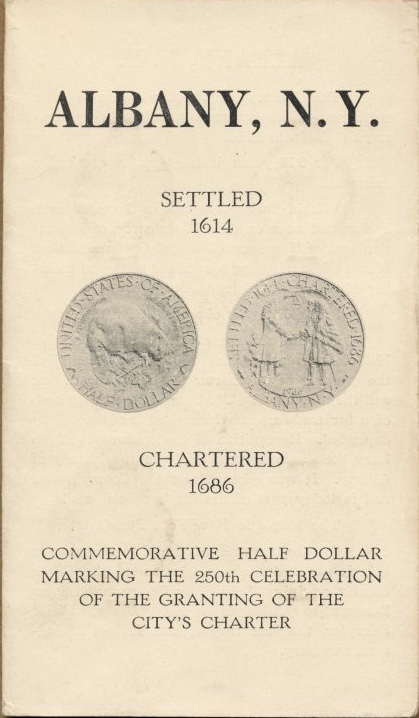
الغلاف الأمامي لحامل العملة الذي تم فيه إرسال نصف الدولارات إلى المشترين

سُكت مجموعه 25,013 نصف دولار ألباني في دار سك النقود في فيلادلفيا خلال شهر أكتوبر/تشرين الأول 1936، بما في ذلك 13 قطعة خُصصت لتكون متاحة للفحص والاختبار في اجتماع لجنة التحليل السنوي لعام 1937. بيع من قبل لجنة عُملات ألباني دونجان الميثاقية مقابل 2 دولار لكل منها. كان السعر يُعتبر مرتفعًا في ذلك الوقت (السعر الأكثر شيوعًا لإصدار جديد في ذلك الوقت سيكون 1 دولار أو 1.50 دولارًا). بالإضافة إلى ذلك، كان جنون العُملات التذكارية الذي اجتاح البلاد في ربيع وصيف عام 1936 شهد بالفعل إصدار ما يقرب من عشرين عُملة تذكارية أخرى في نفس العام، وخفت حدته بحلول الوقت الذي أصبحت فيه قطعة ألباني متاحة. وكانت المبيعات منخفضة بشكل غير متوقع. استمرت لجنة ألباني دونجان في بيع العُملات المعدنية حتى عام 1943، رافضة خفض السعر العام، على الرغم من عرض المخزون المتبقي بالكامل على تاجر العُملات المعدنية في مدينة نيويورك آبي كوسوف بالقيمة الاسمية بالإضافة إلى 50 دولارًا. و رفض، لأنه غير راغب في شرائها كلها بنفسه وغير قادر على إيجاد داعمين لتشكيل نقابة لشرائها.
كتبت اللجنة إلى أوريلي في فبراير/شباط 1937، راغبة في معرفة إجراءات إعادة العُملات غير المباعة، وفي عام 1943، مع توقف المبيعات، أعادت 7342 قطعة للاسترداد والصهر، تاركة 17658 عينة باقية. انخفض سعر التجزئة لدى تجار العُملات المعدنية لنصف دولار ألباني في حالة غير متداولة إلى 1.50 دولارًا في عام 1940، ثم تعافى إلى 4 دولارات في عام 1950. في عام 1954 أصبح معلوماً إن بنك ولاية ألباني كان لديه حوالي 2000 نصف دولار ألباني في خزائنه وعلى استعداد لبيعها بالسعر الأصلي للإصدار وهو 2 دولار. بيعت إلى العديد من هواة الجمع و التجار المحليين. في ذلك الوقت، كان سعر السوق 8 دولارات.
بحلول عام 1970، كان سعر السوق 80 دولارًا، وبحلول عام 1985، وصل إلى 400 دولار. اعتبارًا من عام 2009، يمكن أن يصل سعر العُملة المعدنية غير المتداولة المصنفة بـ MS-60 إلى 330 دولارًا أمريكيًا، و 470 دولارًا أمريكيًا للعُملة المعدنية المصنفة بـ MS-65. يُدرج الإصدار الفاخر من كتاب دليل العملات المعدنية الأمريكية لـ RS Yeoman، الذي نُشر في عام 2018، القطعة بسعر يتراوح بين 220 دولارًا و 425 دولارًا، حسب الحالة. بيعت عينة استثنائية بمبلغ 20.125 دولارًا في عام 2004.
تضمنت العبوة الأصلية، التي تعد أكثر ندرة من نصف الدولار نفسه، كتيبًا من أربع صفحات يحتوي على صورة توضيحية للعُملة المعدنية وتأريخ ألباني و فتحات لعُملة واحدة إلى خمس عُملات معدنية. يعد الكتيب والمغلف الذي جاء فيه من الأشياء التي تستحق التجميع بشكل كبير. والأكثر ندرة هي الصناديق المصممة لحمل العُملات المعدنية الفردية وتحمل نقش "البنك التجاري الوطني وشركة الثقة في ألباني". ويقدر المؤلف المتخصص في علم العُملات أنتوني سواتيك، في مجلده الصادر عام 2012 عن العُملات التذكارية، قيمة حامل العُملة بما يتراوح بين 75 و 125 دولاراً، ويرتفع هذا المبلغ مع الظرف الأصلي إلى ما بين 125 و 175 دولاراً. بيعت الصناديق بمبلغ يتراوح بين 350 دولارًا و 3000 دولارًا، اعتمادًا على الحالة.

## ملحوظات
1. ↑  The authorizing act spoke of the 250th anniversary of the founding of Albany, which was incorrect; the correct commemoration would have been for the 250th anniversary of the grant of the city charter.[6]